# Сопран саксофон
Сопран саксофон је врста саксофона, дрвеног дувачког инструмента. Овај саксофон је други по величчини у породици саксофона, коју чине сопранино, сопран, алт, тенор, баритон, бас и контрабас.